# Kenji Ōyama
Kenji Ōyama (大山健二, Ōyama Kenji), né le 8 février 1904 et mort en 1970, est un acteur japonais.

## Biographie
Kenji Ōyama a tourné dans près de 170 films entre 1926 et 1969.

## Filmographie sélective
- 1928 : Katsudō-kyō (活動狂?) de Torajirō Saitō

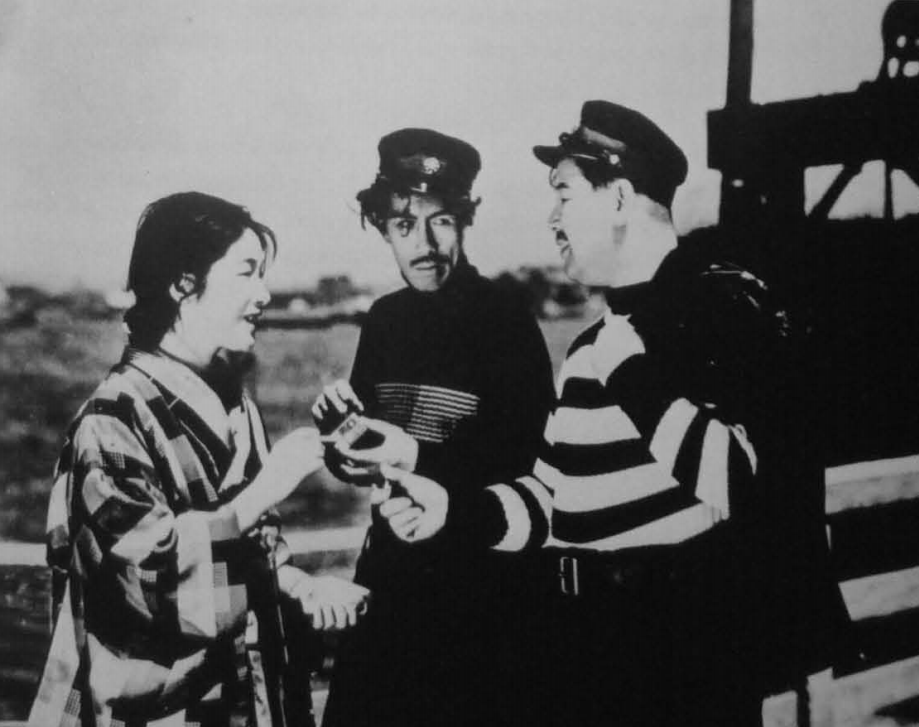
Sumiko Kurishima, Shigeru Ogura et Kenji Ōyama dans Rêves de chaque nuit (1933)

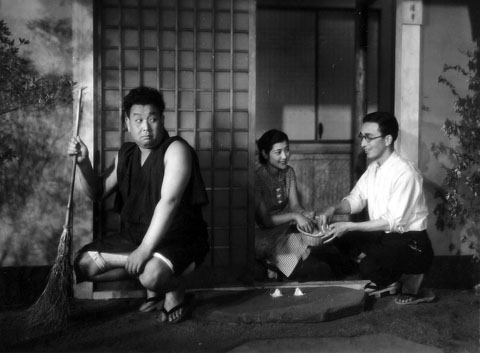
Kenji Ōyama, Sanae Takasugi et Tokuji Kobayashi dans Iri muko gassen (1936)

- 1928 : Rêves de jeunesse (若人の夢, Wakōdo no yume?) de Yasujirō Ozu : Furukawa
- 1928 : Un couple déménage (引越し夫婦, Hikkoshi fūfu?) de Yasujirō Ozu : Hattori
- 1928 : Un corps magnifique (肉体美, Nikutai bi?) de Yasujirō Ozu : Tooyama
- 1928 : Kōkō yarinaoshi (孝行やり直し?) de Torajirō Saitō
- 1929 : Iroke tappuri (色気たっぷり?) de Torajirō Saitō : Bun'yū Hibi
- 1929 : Mœurs d'une jeune fille errante en voyage (浮草娘旅風俗, Ukikusa musume tabifūzoku?) de Hiroshi Shimizu : Yoshizō jeune
- 1929 : Okatatsu oshikirichō (岡辰押切帳?) de Torajirō Saitō
- 1929 : Ichioku-en (壱〇〇、〇〇〇、〇〇〇円?) de Torajirō Saitō : Arakuma
- 1929 : Une chanson gaie (陽気な唄, Yōkina uta?) de Hiroshi Shimizu
- 1929 : Un fils dont on peut se vanter (自慢の倅, Jiman no segare?) de Hiroshi Shimizu
- 1929 : J'ai été diplômé, mais... (大学は出たけれど, Daigaku wa deta keredo?) de Yasujirō Ozu : Sugimura
- 1929 : Jonan kangei udekurabe (女難歓迎腕比べ?) de Torajirō Saitō
- 1929 : La Ballade de l'amour (恋慕小唄, Renbo kouta?) de Hiroshi Shimizu : Hanada
- 1930 : Bijin bōryokudan (美人暴力団?) de Torajirō Saitō
- 1930 : Gare aux célibataires ! (独身者御用心, Dokushin-sha goyōjin?) de Heinosuke Gosho
- 1930 : Hanayome senshu (花嫁選手?) de Keisuke Sasaki
- 1930 : Wakamono yo naze naku ka (若者よなぜ泣くか?) de Kiyohiko Ushihara
- 1931 : Le Chef d'une bande de garnements (餓鬼大将, Gaki daishō?) de Hiroshi Shimizu
- 1931 : Sorya jikkan yo (そりゃ実感よ?) de Hiroshi Shimizu
- 1932 : Mesdames, prenez garde à vos manches ! (女は袂を御用心, Onna wa tomoto o goyojin?) de Mikio Naruse
- 1932 : Voici les femmes du printemps qui pleure (泣き濡れた春の女よ, Nakinureta haru no onna yo?) de Hiroshi Shimizu : Guzuyasu
- 1932 : Sans liens de parenté (生さぬ仲, Nasaku naka?) de Mikio Naruse : voisin de Kusakabe
- 1933 : Les Rêves de la jeune fille mariée (花嫁の寝言, Hanayome no negoto?) de Heinosuke Gosho : Okubo
- 1933 : Une femme de Tokyo (東京の女, Tokyo no onna?) de Yasujirō Ozu : un journaliste
- 1933 : Rêves de chaque nuit (夜ごとの夢, Yogoto no yume?) de Mikio Naruse : un marin
- 1934 : Mon frère aîné (私の兄さん, Watashi no niisan?) de Yasujirō Shimazu : Uebayashi
- 1935 : Une jeune fille pure (箱入娘, Hakoiri musume?) de Yasujirō Ozu : le jeune maître
- 1935 : Le Fardeau de la vie (人生のお荷物, Jinsei no onimotsu?) de Heinosuke Gosho : Tetsuo Komiyama
- 1936 : Le collège est un endroit agréable (大学よいとこ, Daigaku yoitoko?) de Yasujirō Ozu
- 1936 : La Femme de la brume (朧夜の女, Oboroyo no onna?) de Heinosuke Gosho : un étudiant
- 1936 : Iri muko gassen (入婿合戦?) de Hiromasa Nomura
- 1936 : Le Nouveau Chemin : Akemi (新道・朱実の巻, Shindo: Akemi no maki?) de Heinosuke Gosho : Aono
- 1937 : La Chanson du panier à fleur (花籠の歌, Hana-kago no uta?) de Heinosuke Gosho : un client
- 1938 : Katsura, l'arbre de l'amour (愛染かつら, Aizen katsura?) de Hiromasa Nomura : Kimura
- 1939 : Zoku aizen katsura (続愛染かつら?) de Hiromasa Nomura : Kimura
- 1939 : Aizen katsura: Kanketsu-hen (愛染かつら 完結篇?) de Hiromasa Nomura : Kimura
- 1941 : La Tour d'introspection (みかへりの搭, Mikaeri no tō?) de Hiroshi Shimizu : M. Suzuki
- 1941 : Les  Châtaignes et les glands (団栗と椎の実, Donguri to shiinomi?) de Hiroshi Shimizu
- 1942 : Il était un père (父ありき, Chichi ariki?) de Yasujirō Ozu
- 1943 : La Cloche de Sayon (サヨンの鐘, Sayon no kane?) de Hiroshi Shimizu
- 1958 : Les Géants et les Jouets (巨人と玩具, Kyojin to gangu?) de Yasuzō Masumura : Kita
- 1961 : Les femmes naissent deux fois (女は二度生れる, Onna wa nido umareru?) de Yūzō Kawashima
- 1964 : Le mari était là (「女の小箱」より 夫が見た, Otto ga mita 'Onna no kobako' yori?) de Yasuzō Masumura : le docteur
- 1965 : Gamera (大怪獣ガメラ, Daikaijū Gamera?) de Noriaki Yuasa : le Ministre de la Défense